# Europese kampioenschappen atletiek 2024
De Europese kampioenschappen atletiek van 2024 werden gehouden van 7 tot en met 12 juni 2024 in het Olympisch Stadion van Rome, Italië. Deze zesentwintigste editie van het evenement werd georganiseerd door de European Athletic Association (EAA). Aan deze editie deden 1559 atleten uit 48 landen mee die om de medailles streden in zevenenveertig disciplines.

## Wedstrijdschema
Alle tijden zijn lokaal (UTC+1).
| Q                                  | Kwalificaties | S | Series | ½ | Halve finales | F | Finale |
| O = Ochtendsessie, A = Avondsessie |               |   |        |   |               |   |        |

| Datum →             | 7 juni | 7 juni | 8 juni | 8 juni | 8 juni | 9 juni | 9 juni | 9 juni | 10 juni | 10 juni | 11 juni | 11 juni | 12 juni |
| Onderdeel ↓         | O      | A      | O      | A      | A      | O      | A      | A      | O       | A       | O       | A       | A       |
| ------------------- | ------ | ------ | ------ | ------ | ------ | ------ | ------ | ------ | ------- | ------- | ------- | ------- | ------- |
| 100 m               |        | S      |        | ½      | F      |        |        |        |         |         |         |         |         |
| 200 m               |        |        |        |        |        | S      | ½      | ½      |         | F       |         |         |         |
| 400 m               |        |        | S      |        |        |        | ½      | ½      |         | F       |         |         |         |
| 800 m               | S      |        |        | ½      | ½      |        | F      | F      |         |         |         |         |         |
| 1500 m              |        |        |        |        |        |        |        |        | S       |         |         |         | F       |
| 5000 m              |        |        |        | F      | F      |        |        |        |         |         |         |         |         |
| 10.000 m            |        |        |        |        |        |        |        |        |         |         |         |         | F       |
| Halve marathon      |        |        |        |        |        | F      |        |        |         |         |         |         |         |
| 3000 m steeple      |        |        | S      |        |        |        |        |        |         | F       |         |         |         |
| 110 m horden        | S      |        |        | ½      | F      |        |        |        |         |         |         |         |         |
| 400 m horden        |        |        |        |        |        | S      |        |        | ½       |         |         | F       |         |
| Hoogspringen        |        |        |        |        |        | Q      |        |        |         |         |         | F       |         |
| Polstokhoogspringen |        |        |        |        |        |        |        |        | Q       |         |         |         | F       |
| Verspringen         | Q      |        |        | F      | F      |        |        |        |         |         |         |         |         |
| Hink-stap-sprong    |        |        |        |        |        | Q      |        |        |         |         |         | F       |         |
| Kogelstoten         |        | Q      |        | F      | F      |        |        |        |         |         |         |         |         |
| Discuswerpen        | Q      | F      |        |        |        |        |        |        |         |         |         |         |         |
| Kogelslingeren      |        |        | Q      |        |        |        | F      | F      |         |         |         |         |         |
| Speerwerpen         |        |        |        |        |        |        |        |        |         |         | Q       |         | F       |
| Tienkamp            |        |        |        |        |        |        |        |        | F       | F       | F       | F       |         |
| 20 km snelwandelen  |        |        |        | F      | F      |        |        |        |         |         |         |         |         |
| 4 × 100 m estafette |        |        |        |        |        |        |        |        |         |         | S       |         | F       |
| 4 × 400 m estafette |        |        |        |        |        |        |        |        |         |         | S       |         | F       |

| Datum →             | 7 juni | 7 juni | 8 juni | 8 juni | 8 juni | 9 juni | 9 juni | 9 juni | 10 juni | 10 juni | 11 juni | 11 juni | 12 juni |
| Onderdeel ↓         | O      | A      | O      | A      | A      | O      | A      | A      | O       | A       | O       | A       | A       |
| ------------------- | ------ | ------ | ------ | ------ | ------ | ------ | ------ | ------ | ------- | ------- | ------- | ------- | ------- |
| 100 m               |        |        | S      |        |        |        | ½      | F      |         |         |         |         |         |
| 200 m               |        |        |        |        |        |        |        |        | S       | ½       |         | F       |         |
| 400 m               |        |        | S      |        |        |        | ½      | ½      |         | F       |         |         |         |
| 800 m               |        |        |        |        |        |        |        |        | S       |         | ½       |         | F       |
| 1500 m              | S      |        |        |        |        |        | F      | F      |         |         |         |         |         |
| 5000 m              |        | F      |        |        |        |        |        |        |         |         |         |         |         |
| 10.000 m            |        |        |        |        |        |        |        |        |         |         |         | F       |         |
| Halve marathon      |        |        |        |        |        | F      |        |        |         |         |         |         |         |
| 3000 m steeple      | S      |        |        |        |        |        | F      | F      |         |         |         |         |         |
| 100 m horden        | S      |        |        | ½      | F      |        |        |        |         |         |         |         |         |
| 400 m horden        |        |        |        |        |        | S      |        |        | ½       |         |         | F       |         |
| Hoogspringen        |        | Q      |        |        |        |        | F      | F      |         |         |         |         |         |
| Polstokhoogspringen |        |        | Q      |        |        |        |        |        |         | F       |         |         |         |
| Verspringen         |        |        |        |        |        |        |        |        |         |         | Q       |         | F       |
| Hink-stap-sprong    | Q      |        |        |        |        |        | F      | F      |         |         |         |         |         |
| Kogelstoten         | Q      | F      |        |        |        |        |        |        |         |         |         |         |         |
| Discuswerpen        | Q      |        |        | F      | F      |        |        |        |         |         |         |         |         |
| Kogelslingeren      |        |        |        |        |        | Q      |        |        |         | F       |         |         |         |
| Speerwerpen         |        |        |        |        |        |        |        |        | Q       |         |         | F       |         |
| Zevenkamp           | F      | F      | F      | F      | F      |        |        |        |         |         |         |         |         |
| 20 km snelwandelen  |        | F      |        |        |        |        |        |        |         |         |         |         |         |
| 4 × 100 m estafette |        |        |        |        |        |        |        |        |         |         | S       |         | F       |
| 4 × 400 m estafette |        |        |        |        |        |        |        |        |         |         | S       |         | F       |

| Datum →             | 7 juni | 7 juni | 8 juni | 8 juni | 8 juni | 9 juni | 9 juni | 9 juni | 10 juni | 10 juni | 11 juni | 11 juni | 12 juni |
| Onderdeel ↓         | O      | A      | O      | A      | A      | O      | A      | A      | O       | A       | O       | A       | A       |
| ------------------- | ------ | ------ | ------ | ------ | ------ | ------ | ------ | ------ | ------- | ------- | ------- | ------- | ------- |
| 4 × 400 m estafette |        | F      |        |        |        |        |        |        |         |         |         |         |         |

## Medailles

### Mannen
| Onderdeel            | Goud | Goud        | Zilver                                                                    | Zilver      | Brons                                                                                     | Brons            |
| -------------------- | --- | ----------- | ------------------------------------------------------------------------- | ----------- | ----------------------------------------------------------------------------------------- | ---------------- |
| 100 m                | Marcell Jacobs Italië                                                                                     | 10,02 SB    | Chituru Ali Italië                                                        | 10,05 PB    | Romell Glave Verenigd Koninkrijk                                                          | 10,06            |
| 200 m                | Timothé Mumenthaler Zwitserland                                                                           | 20,28 EU23L | Filippo Tortu Italië                                                      | 20,41       | William Reais Zwitserland                                                                 | 20,47            |
| 400 m                | Alexander Doom België                                                                                     | 44,15 CR    | Charles Dobson Verenigd Koninkrijk                                        | 44,38 PB    | Liemarvin Bonevacia Nederland                                                             | 44,88 SB         |
| 800 m                | Gabriel Tual Frankrijk                                                                                    | 1.44,87     | Mohamed Attaoui Spanje                                                    | 1.45,20     | Catalin Tecuceanu Italië                                                                  | 1.45,40          |
| 1500 m               | Jakob Ingebrigtsen Noorwegen                                                                              | 3.31,95 CR  | Jochem Vermeulen België                                                   | 3.33,30 PB  | Pietro Arese Italië                                                                       | 3.33,34          |
| 5000 m               | Jakob Ingebrigtsen Noorwegen                                                                              | 13.20,11 SB | George Mills Verenigd Koninkrijk                                          | 13.21,38    | Dominic Lokinyomo Lobalu Zwitserland                                                      | 13.21,61         |
| 10.000 m             | Dominic Lobalu Zwitserland                                                                                | 28.00,32    | Yann Schrub Frankrijk                                                     | 28.00,48 SB | Thierry Ndikumwenayo Spanje                                                               | 28.00,96         |
| 110 m horden         | Lorenzo Simonelli Italië                                                                                  | 13,05 EL    | Enrique Llopis Spanje                                                     | 13,16 PB    | Jason Joseph Zwitserland                                                                  | 13,43            |
| 400 m horden         | Karsten Warholm Noorwegen                                                                                 | 46,98 CR    | Alessandro Sibilio Italië                                                 | 47,50 NR    | Carl Bengtström Zweden                                                                    | 47,94 NR         |
| 3000 m steeple       | Alexis Miellet Frankrijk                                                                                  | 8.14,01 PB  | Djilali Bedrani Frankrijk                                                 | 8.14,36     | Karl Bebendorf Duitsland                                                                  | 8.14,41 PB       |
| 4x100 m              | Italië Matteo Melluzzo Lamont Marcell Jacobs Lorenzo Patta Filippo Tortu Roberto Rigali Lorenzo Simonelli | 37,82 EL    | Nederland Elvis Afrifa Taymir Burnet Xavi Mo-Ajok Nsikak Ekpo             | 38,46       | Duitsland Kevin Kranz Owen Ansah Deniz Almas Lucas Ansah-Peprah                           | 38,52            |
| 4x400 m              | België Jonathan Sacoor Robin Vanderbemden Dylan Borlée Alexander Doom Florent Mabille Christian Iguacel   | 2:59,84 EL  | Italië Luca Sito Vladimir Aceti Riccardo Meli Edoardo Scotti Brayan Lopez | 3.00,81 SB  | Duitsland Manuel Sanders Jean Paul Bredau Marc Koch Emil Agyekum Lukas Krappe Tyler Prenz | 3.00,82 SB       |
| Halve marathon       | Yemaneberhan Crippa Italië                                                                                | 1:01.03 CR  | Pietro Riva Italië                                                        | 1:01.04 SB  | Amanal Petros Duitsland                                                                   | 1:01.07          |
| Halve marathon       | Italië | 3:03.34     | Israël                                                                    | 3:04.09     | Duitsland                                                                                 | 3:05.33          |
| 20 km snelwandelen   | Perseus Karlström Zweden                                                                                  | 1:19.13     | Paul McGrath Spanje                                                       | 1:19.31     | Francesco Fortunato Italië                                                                | 1:19.54 SB       |
| Hoogspringen         | Gianmarco Tamberi Italië                                                                                  | 2,37 CR     | Vladyslav Lavsky Oekraïne                                                 | 2,29 =PB    | Oleh Dorosjtsjoek Oekraïne                                                                | 2,26             |
| Polsstokhoogspringen | Armand Duplantis Zweden                                                                                   | 6,10 CR     | Emmanouil Karalis Griekenland                                             | 5,87 PB     | Ersu Şaşma Turkije Oleg Zernikel Duitsland                                                | 5,82 =PB 5,82 PB |
| Verspringen          | Miltiadis Tentoglou Griekenland                                                                           | 8,65 CR     | Mattia Furlani Italië                                                     | 8,38 WU20R  | Simon Ehammer Zwitserland                                                                 | 8,31             |
| Hink-stap-sprong     | Jordan Díaz Spanje                                                                                        | 18,18 CR    | Pedro Pichardo Portugal                                                   | 18,04 NR    | Thomas Gogois Frankrijk                                                                   | 17,38 PB         |
| Kogelstoten          | Leonardo Fabbri Italië                                                                                    | 22,45 CR    | Filip Mihaljević Kroatië                                                  | 21,20       | Michał Haratyk Polen                                                                      | 20,94 SB         |
| Discuswerpen         | Kristjan Čeh Slovenië                                                                                     | 68,08       | Lukas Weißhaidinger Oostenrijk                                            | 67,70       | Mykolas Alekna Litouwen                                                                   | 67,48            |
| Kogelslingeren       | Wojciech Nowicki Polen                                                                                    | 80,95 SB    | Bence Halász Hongarije                                                    | 80,49 SB    | Mychajlo Kochan Oekraïne                                                                  | 80,18            |
| Speerwerpen          | Jakub Vadlejch Tsjechië                                                                                   | 88,65 SB    | Julian Weber Duitsland                                                    | 85,94       | Oliver Helander Finland                                                                   | 85,75 SB         |
| Tienkamp             | Johannes Erm Estland                                                                                      | 8764 PB     | Sander Skotheim Noorwegen                                                 | 8635 PB     | Makenson Gletty Frankrijk                                                                 | 8606 PB          |

### Vrouwen
| Onderdeel            | Goud | Goud           | Zilver                                                                            | Zilver         | Brons                                                                                | Brons       |
| -------------------- | --- | -------------- | --------------------------------------------------------------------------------- | -------------- | ------------------------------------------------------------------------------------ | ----------- |
| 100 m                | Dina Asher-Smith Verenigd Koninkrijk                                                                                       | 10,99          | Ewa Swoboda Polen                                                                 | 11,03          | Zaynab Dosso Italië                                                                  | 11,03       |
| 200 m                | Mujinga Kambundji Zwitserland                                                                                              | 22,49 SB       | Daryll Neita Verenigd Koninkrijk                                                  | 22,50 =SB      | Hélène Parisot Frankrijk                                                             | 22,63 PB    |
| 400 m details        | Natalia Kaczmarek Polen | 48,98 EL NR PB | Rhasidat Adeleke Ierland                                                          | 49,07 EU23L NR | Lieke Klaver Nederland                                                               | 50,08 SB    |
| 800 m                | Keely Hodgkinson Verenigd Koninkrijk                                                                                       | 1.58,65        | Gabriela Gajanová Slowakije                                                       | 1.58,79 SB     | Anaïs Bourgoin Frankrijk                                                             | 1.59,30     |
| 1500 m               | Ciara Mageean Ierland | 4.04,66        | Georgia Bell Verenigd Koninkrijk                                                  | 4.05,33        | Agathe Guillemot Frankrijk                                                           | 4.05,69     |
| 5000 m               | Nadia Battocletti Italië                                                                                                   | 14.35,29 CR    | Karoline Bjerkeli Grøvdal Noorwegen                                               | 14.38,62 SB    | Marta García Spanje                                                                  | 14.44,04 NR |
| 10.000 m             | Nadia Battocletti Italië                                                                                                   | 30.51,32 NR    | Diane van Es Nederland                                                            | 30.57,24 PB    | Megan Keith Verenigd Koninkrijk                                                      | 31.04,77    |
| 100 m horden         | Cyréna Samba-Mayela Frankrijk                                                                                              | 12,31 CR       | Ditaji Kambundji Zwitserland                                                      | 12,40 EU23R    | Pia Skrzyszowska Polen                                                               | 12,42 PB    |
| 400 m horden         | Femke Bol Nederland | 52,49 CR       | Louise Maraval Frankrijk                                                          | 54,23 PB       | Cathelijn Peeters Nederland                                                          | 54,37       |
| 3000 m steeple       | Alice Finot Frankrijk | 9.16,22 EL     | Gesa Felicitas Krause Duitsland                                                   | 9.18,06        | Elizabeth Bird Verenigd Koninkrijk                                                   | 9.18,39 SB  |
| 4x100 m              | Verenigd Koninkrijk Dina Asher-Smith Desirèe Henry Amy Hunt Daryll Neita Asha Philip                                       | 41,91 EL       | Frankrijk Orlann Oliere Gémima Joseph Hélène Parisot Sarah Richard Maroussia Paré | 42,15 SB       | Nederland Nadine Visser Marije van Hunenstijn Minke Bisschops Tasa Jiya              | 42,46       |
| 4x400 m              | Nederland Lieke Klaver Cathelijn Peeters Lisanne de Witte Femke Bol Eveline Saalberg Anne van de Wiel Myrte van der Schoot | 3.22,39 EL     | Ierland Sophie Becker Rhasidat Adeleke Phil Healy Sharlene Mawdsley Lauren Cadden | 3.22,71 NR     | België Naomi Van den Broeck Imke Vervaet Cynthia Bolingo Helena Ponette Camille Laus | 3.22,95 SB  |
| Halve marathon       | Karoline Bjerkeli Grøvdal Noorwegen                                                                                        | 1:08.09 CR     | Joan Chelimo Melly Roemenië                                                       | 1:08.55        | Calli Hauger-Thackery Verenigd Koninkrijk                                            | 1:08.58     |
| Halve marathon       | Verenigd Koninkrijk | 3:29.01        | Duitsland                                                                         | 3:31.59        | Spanje                                                                               | 3:33.16     |
| 20 km snelwandelen   | Antonella Palmisano Italië                                                                                                 | 1:28.09        | Valentina Trapletti Italië                                                        | 1:28.37 PB     | Ljoedmyla Oljanovska Oekraïne                                                        | 1:28.48 SB  |
| Hoogspringen         | Jaroslava Mahoetsjich Oekraïne                                                                                             | 2,01           | Angelina Topić Servië                                                             | 1,97           | Iryna Herasjtsjenko Oekraïne                                                         | 1,95 =SB    |
| Polsstokhoogspringen | Angelica Moser Zwitserland                                                                                                 | 4,78 =NR PB    | Katerina Stefanidi Griekenland                                                    | 4,73 SB        | Molly Caudery Verenigd Koninkrijk                                                    | 4,73        |
| Verspringen          | Malaika Mihambo Duitsland                                                                                                  | 7,22 WL        | Larissa Iapichino Italië                                                          | 6,94 EU23L     | Agate de Sousa Portugal                                                              | 6,91 SB     |
| Hink-stap-sprong     | Ana Peleteiro-Compaoré Spanje                                                                                              | 14,85 =EL      | Tuğba Danışmaz Turkije                                                            | 14,57 NR       | Ilionis Guillaume Frankrijk                                                          | 14,43 PB    |
| Kogelstoten          | Jessica Schilder Nederland                                                                                                 | 18,77          | Jorinde van Klinken Nederland                                                     | 18,67 SB       | Yemisi Ogunleye Duitsland                                                            | 18,62       |
| Discuswerpen         | Sandra Elkasević Kroatië                                                                                                   | 67,04 SB       | Jorinde van Klinken Nederland                                                     | 65,99 SB       | Liliana Cá Portugal                                                                  | 64,53       |
| Kogelslingeren       | Sara Fantini Italië | 74,18 SB       | Anita Włodarczyk Polen                                                            | 72,92 SB       | Rose Loga Frankrijk                                                                  | 72,68 PB    |
| Speerwerpen          | Victoria Hudson Oostenrijk                                                                                                 | 64,62          | Adriana Vilagoš Servië                                                            | 64,42 EU23L    | Marie-Therese Obst Noorwegen                                                         | 63,50 PB    |
| Zevenkamp            | Nafissatou Thiam België | 6848 CR        | Auriana Lazraq-Khlass Frankrijk                                                   | 6635 PB        | Noor Vidts België                                                                    | 6596 PB     |

### Gemengd
| Onderdeel           | Goud                                                                         | Goud       | Zilver                                                       | Zilver     | Brons                                                                   | Brons      |
| ------------------- | ---------------------------------------------------------------------------- | ---------- | ------------------------------------------------------------ | ---------- | ----------------------------------------------------------------------- | ---------- |
| 4 x 400 m estafette | Ierland Christopher O'Donnell Rhasidat Adeleke Thomas Barr Sharlene Mawdsley | 3:09,92 CR | Italië Luca Sito Anna Polinari Edoardo Scotti Alice Mangione | 3:10,69 NR | Nederland Liemarvin Bonevacia Lieke Klaver Isaya Klein Ikkink Femke Bol | 3:10,73 SB |

### Legenda
- CR = Kampioenschapsrecord (Championship Record)
- SB = Beste persoonlijke seizoensprestatie (Seasonal Best)
- PB = Persoonlijk record (Personal Best)
- NR = Nationaal record (National Record)
- ER = Europees record (European Record)
- EL = Europese beste seizoensprestatie (European Leading)
- WL = 's Werelds beste seizoensprestatie (World Leading)
- WJ = Wereld juniorenrecord (World Junior Record)
- WR = Wereldrecord (World Record)
- WU20R = Wereldrecord U20 (World Under 20 Record)
- EU23R = Europees record U23 (European Under 23 Record)
- EU23L = Europese beste seizoensprestatie U23 (European Under 23 Lead)

## Prestaties Belgische en Nederlandse selecties

### België
De Belgische selectie bestond uit 41 atleten.
Vrouwen
| Atleet                                                                               | Onderdeel           | Ronde                                                                            | Prestatie                                         | Plaats                               |
| ------------------------------------------------------------------------------------ | ------------------- | -------------------------------------------------------------------------------- | ------------------------------------------------- | ------------------------------------ |
| Rani Rosius                                                                          | 100 m               | series halve finales                                                             | SB 11,20 11,25                                    | 1e 13e                               |
| Delphine Nkansa                                                                      | 100 m               | series halve finales                                                             | SB 11,28 PB 11,21                                 | 7e 12e                               |
| Helena Ponette                                                                       | 400 m               | series                                                                           | 52,57                                             | 15e                                  |
| Elise Vanderelst                                                                     | 1500 m              | series                                                                           | 4.11,03                                           | 9e                                   |
| Chloé Herbiet                                                                        | 10.000 m            | finale                                                                           | 32.17,88                                          | 10e                                  |
| Jana Van Lent                                                                        | 10.000 m            | finale                                                                           | 32.35,23                                          | 11e                                  |
| Juliette Thomas                                                                      | Halve marathon      | finale                                                                           | 1:11.35                                           | 21e                                  |
| Hanne Verbruggen                                                                     | Halve marathon      | finale                                                                           | 1:12.12                                           | 30e                                  |
| Anne Zagré                                                                           | 100 m horden        | series                                                                           | 13,70                                             | 19e                                  |
| Paulien Couckuyt                                                                     | 400 m horden        | series halve finales                                                             | 55,73 55,24                                       | 6e 15e                               |
| Hanne Claes                                                                          | 400 m horden        | series halve finales                                                             | bye SB 55,36                                      | 17e                                  |
| Elien Vekemans                                                                       | Polstokhoogspringen | kwalificatie                                                                     | NM                                                | –                                    |
| Nafissatou Thiam                                                                     | Zevenkamp           | 100 m horden hoogspringen kogelstoten 200 m verspringen speerwerpen 800 m totaal | 13,74 1,95 15,06 24,81 6,59 53 2.11,79 CR 6848    | 16e · 1e · 2e · 10e · 2e · 1e · 4e · |
| Noor Vidts                                                                           | Zevenkamp           | 100 m horden hoogspringen kogelstoten 200 m verspringen speerwerpen 800 m totaal | 13,16 1,80 14,79 23,85 6,46 42,12 2.09,35 PB 6596 | 2e · 4e · 3e · 5e · 4e · 12e · 1e ·  |
| Rani Vincke Rani Rosius Elise Mehuys Delphine Nkansa                                 | 4 x 100 m           | series finale                                                                    | SB 42,85 43,48                                    | 6e                                   |
| Naomi Van den Broeck Imke Vervaet Cynthia Bolingo Mbongo Helena Ponette Camille Laus | 4 x 400 m           | series finale                                                                    | SB 3.25,16 SB 3.22,95                             | 3e ·                                 |

Mannen
| Atleet                                                                                           | Onderdeel           | Ronde                       | Prestatie               | Plaats  |
| ------------------------------------------------------------------------------------------------ | ------------------- | --------------------------- | ----------------------- | ------- |
| Dylan Borlée                                                                                     | 400 m               | series halve finales        | SB 45,62 SB 45,46       | 7e 13e  |
| Jonathan Sacoor                                                                                  | 400 m               | series halve finales finale | 45,50 PB 44,99 SB 44,98 | 4e      |
| Alexander Doom                                                                                   | 400 m               | series halve finales finale | bye 44,87 CR NR 44,15   | · 3e ·  |
| Eliott Crestan                                                                                   | 800 m               | series                      | 1.46,48                 | 22e     |
| Tibo De Smet                                                                                     | 800 m               | series                      | 1,46,71                 | 24e     |
| Pieter Sisk                                                                                      | 800 m               | series                      | 1.45,87                 | 10e     |
| Ismael Debjani                                                                                   | 1500 m              | series                      | 3.42,57                 | 12e     |
| Jochem Vermeulen                                                                                 | 1500 m              | series finale               | 3.40,21 PB 3.33,30      | 8e ·    |
| Ruben Verheyden                                                                                  | 1500 m              | series finale               | 3.44,19 PB 3.33,40      | 15e 4e  |
| John Heymans                                                                                     | 5000 m              | finale                      | 13.25,99                | 10e     |
| Robin Hendrix                                                                                    | 5000 m              | finale                      | 13.36,19                | 20e     |
| Isaac Kimeli                                                                                     | 10.000 m            | finale                      | 28.17,84                | 14e     |
| Simon Debognies                                                                                  | Halve marathon      | finale                      | 1:02.15                 | 15e     |
| Dorian Boulvin                                                                                   | Halve marathon      | finale                      | 1:03.15                 | 23e     |
| Michael Somers                                                                                   | Halve marathon      | finale                      | SB 1:03.20              | 25e     |
| Remi Schyns                                                                                      | 3000 m steeple      | series                      | DNF                     | –       |
| Tim Van de Velde                                                                                 | 3000 m steeple      | series                      | DNF                     | –       |
| Clément Deflandre                                                                                | 3000 m steeple      | series                      | DNF                     | –       |
| Michael Obasuyi                                                                                  | 110 m horden        | series halve finales finale | bye 13,31 13,46         | 4e 6e   |
| Elie Bacari                                                                                      | 110 m horden        | series halve finales finale | 13,61 PB 13,44 DSQ      | 3e 8e – |
| Thomas Carmoy                                                                                    | Hoogspringen        | kwalificatie finale         | 2,21 SB 2,26            | 1e 4e   |
| Ben Broeders                                                                                     | Polstokhoogspringen | kwalificatie finale         | 5,60 5,50               | 1e 13e  |
| Philip Milanov                                                                                   | Discuswerpen        | kwalificatie                | 60,49                   | 21e     |
| Timothy Herman                                                                                   | Speerwerpen         | kwalificatie                | 77,35                   | 19e     |
| Jente Hauttekeete                                                                                | Tienkamp            | totaal                      | 8156                    | 8e      |
| Thomas Van Der Plaetsen                                                                          | Tienkamp            | totaal                      | 8084                    | 11e     |
| Kobe Vleminckx Ward Merckx Antoine Snyders Simon Verherstraeten                                  | 4 x 100 m           | series finale               | NR 38,55 38,65          | 5e 4e   |
| Jonathan Sacoor Robin Vanderbemden Dylan Borlée Alexander Doom Florent Mabille Christian Iguacel | 4 x 400 m           | series finale               | 3.01.09 2.59,84         | 2e ·    |

Gemengd
| Atleet                                                             | Onderdeel | Ronde  | Prestatie  | Plaats |
| ------------------------------------------------------------------ | --------- | ------ | ---------- | ------ |
| Jonathan Sacoor Naomi Van den Broeck Alexander Doom Helena Ponette | 4 x 400 m | finale | NR 3.11,03 | 4e     |

### Nederland
De Nederlandse selectie bestond uit 59 atleten.
Vrouwen
| Atleet | Onderdeel      | Ronde                                                                            | Prestatie                                      | Plaats                     |
| --- | -------------- | -------------------------------------------------------------------------------- | ---------------------------------------------- | -------------------------- |
| Tasa Jiya | 200 m          | series halve finales finale                                                      | bye SB 22,70 22,90                             | 3e 5e                      |
| Lieke Klaver | 400 m          | series halve finales finale                                                      | bye 50,57 SB 50,08                             | · 2e ·                     |
| Marissa Damink                                                                                                   | 1500 m         | series                                                                           | 4.13,16                                        | 19e                        |
| Maureen Koster                                                                                                   | 5000 m         | finale                                                                           | PB 14.44,46                                    | 4e                         |
| Diane van Es | 10.000 m       | finale                                                                           | PB 30.57,24                                    | Zilver                     |
| Jasmijn Lau | 10.000 m       | finale                                                                           | PB 32.15,91                                    | 7e                         |
| Jennifer Gulikers                                                                                                | 10.000 m       | finale                                                                           | DNF                                            | –                          |
| Veerle Bakker | 10.000 m       | finale                                                                           | 33.07,14                                       | 18e                        |
| Silke Jonkman | 10.000 m       | finale                                                                           | SB 32.38,73                                    | 13e                        |
| Anne Luijten | Halve marathon | finale                                                                           | 1:12.17                                        | 33e                        |
| Jacelyn Gruppen                                                                                                  | Halve marathon | finale                                                                           | 1:13.26                                        | 42e                        |
| Maayke Tjin A-Lim                                                                                                | 100 m horden   | halve finales                                                                    | 13,08                                          | 20e                        |
| Nadine Visser | 100 m horden   | series halve finales finale                                                      | bye 12,81 SB 12.72                             | 7e 5e                      |
| Femke Bol | 400 m horden   | series halve finales finale                                                      | bye 54,16 CR 52,49                             | · 1e ·                     |
| Cathelijn Peeters                                                                                                | 400 m horden   | series halve finales finale                                                      | bye 54,16 54.37                                | · 8e ·                     |
| Pauline Hondema                                                                                                  | Verspringen    | kwalificatie                                                                     | SB 6,63                                        | 13e                        |
| Jessica Schilder                                                                                                 | Kogelstoten    | kwalificatie finale                                                              | 18,32 18,77                                    | 4e ·                       |
| Benthe König | Kogelstoten    | kwalificatie                                                                     | 17,02                                          | 13e                        |
| Jorinde van Klinken                                                                                              | Kogelstoten    | kwalificatie finale                                                              | 18,13 SB 18,67                                 | 7e ·                       |
| Jorinde van Klinken                                                                                              | Discuswerpen   | kwalificatie finale                                                              | SB 65,12 SB 65,99                              | 2e ·                       |
| Sofie Dokter | Zevenkamp      | 100 m horden hoogspringen kogelstoten 200 m verspringen speerwerpen 800 m totaal | 13,77 1,80 13,71 23,72 6,30 47,17 2.14,63 6418 | 17e 3e 8e 3e 11e 3e 10e 5e |
| Marijke Esselink                                                                                                 | Zevenkamp      |                                                                                  | DNS                                            | –                          |
| Nadine Visser Marije van Hunenstijn Minke Bisschops Tasa Jiya Naomi Sedney Isabel van den Berg                   | 4 x 100 m      | series finale                                                                    | SB 42,39 42,46                                 | 3e ·                       |
| Lieke Klaver Cathelijn Peeters Lisanne de Witte Femke Bol Eveline Saalberg Anne van de Wiel Myrte van der Schoot | 4 x 400 m      | series finale                                                                    | 3.25,99 EL 3.22,39                             | 8e ·                       |

Mannen
| Atleet                                                                                           | Onderdeel           | Ronde                       | Prestatie             | Plaats  |
| ------------------------------------------------------------------------------------------------ | ------------------- | --------------------------- | --------------------- | ------- |
| Taymir Burnet                                                                                    | 100 m               | series halve finales        | bye 10,33             | 16e     |
| Taymir Burnet                                                                                    | 200 m               | series halve finales        | bye 21,02             | 23e     |
| Liemarvin Bonevacia                                                                              | 400 m               | series halve finales finale | bye SB 45,17 SB 44,88 | · 7e ·  |
| Niels Laros                                                                                      | 800 m               | series                      | SB 1.46,62            | 23e     |
| Niels Laros                                                                                      | 1500 m              | series                      | –                     | –       |
| Ryan Clarke                                                                                      | 800 m               | series halve finales        | 1.45,25 1.46,00       | 6e 7e   |
| Noah Baltus                                                                                      | 1500 m              | series                      | 3.45,30               | 24e     |
| Mike Foppen                                                                                      | 5000 m              | finale                      | 13.32,77              | 18e     |
| Tim Verbaandert                                                                                  | 5000 m              | finale                      | SB 14.01,18           | 27e     |
| Mahadi Abdi Ali                                                                                  | 5000 m              | finale                      | 13,25,65              | 9e      |
| Noah Schutte                                                                                     | 10.000 m            | finale                      | 28.28,52              | 18e     |
| Filmon Tesfu                                                                                     | Halve marathon      | finale                      | SB 1:02.42            | 19e     |
| Mark Heiden                                                                                      | 110 m horden        | series halve finales        | bye 24,42             | 23e     |
| Job Geerds                                                                                       | 110 m horden        | series                      | DNF                   | –       |
| Timme Koster                                                                                     | 110 m horden        | series halve finales        | SB 13,70 13,72        | 6e 19e  |
| Nick Smidt                                                                                       | 400 m horden        | series halve finales finale | bye 49,57 49,43       | 15e 8e  |
| Douwe Amels                                                                                      | Hoogspringen        | kwalificatie finale         | 2,21 2,17             | 10e 11e |
| Menno Vloon                                                                                      | Polstokhoogspringen | kwalificatie finale         | 5,60 5,75             | 13e 8e  |
| Ruben Rolvink                                                                                    | Discuswerpen        | kwalificatie                | 58,74                 | 26e     |
| Shaquille Emanuelson                                                                             | Discuswerpen        | kwalificatie finale         | 63,36 61.96           | 8e 12e  |
| Denzel Comenentia                                                                                | Kogelslingeren      | kwalificatie                | 73,45                 | 16e     |
| Jeff Tesselaar                                                                                   | Tienkamp            | totaal                      | 8079                  | 12e     |
| Elvis Afrifa Taymir Burnet Xavi Mo-Ajok Nsikak Ekpo Onyema Adigida Churandy Martina              | 4 x 100 m           | series finale               | 38,34 38,46           | 1e ·    |
| Isayah Boers Terrence Agard Ramsey Angela Isaya Klein Ikkink Nout Wardenburg Liemarvin Bonevacia | 4 x 400 m           | series                      | 3.03,50               | 9e      |

Gemengd
| Atleet | Onderdeel | Ronde  | Prestatie  | Plaats |
| --- | --------- | ------ | ---------- | ------ |
| Liemarvin Bonevacia Lieke Klaver Isaya Klein Ikkink Femke Bol Isayah Boers Cathelijn Peeters Ramsey Angela | 4 x 400 m | finale | SB 3.10,73 | Brons  |

## Medaillespiegel
| Plaats | Land                | Goud | Zilver | Brons | Totaal |
| 1      | Italië              | 11   | 9      | 4     | 24     |
| 2      | Frankrijk           | 4    | 5      | 7     | 16     |
| 3      | Verenigd Koninkrijk | 4    | 4      | 5     | 13     |
| 4      | Noorwegen           | 4    | 2      | 1     | 7      |
| 5      | Zwitserland         | 4    | 1      | 4     | 9      |
| 6      | Nederland           | 3    | 4      | 5     | 12     |
| 7      | België              | 3    | 1      | 2     | 6      |
| 8      | Spanje              | 2    | 3      | 3     | 8      |
| 9      | Polen               | 2    | 2      | 2     | 6      |
| 10     | Ierland             | 2    | 2      | 0     | 4      |
| 11     | Zweden              | 2    | 0      | 1     | 3      |
| 12     | Duitsland           | 1    | 3      | 7     | 11     |
| 13     | Griekenland         | 1    | 2      | 0     | 3      |
| 14     | Oekraïne            | 1    | 1      | 4     | 6      |
| 15     | Oostenrijk          | 1    | 1      | 0     | 2      |
| 15     | Kroatië             | 1    | 1      | 0     | 2      |
| 17     | Estland             | 1    | 0      | 0     | 1      |
| 17     | Slovenië            | 1    | 0      | 0     | 1      |
| 17     | Tsjechië            | 1    | 0      | 0     | 1      |
| 20     | Servië              | 0    | 2      | 0     | 2      |
| 21     | Portugal            | 0    | 1      | 2     | 3      |
| 22     | Turkije             | 0    | 1      | 1     | 2      |
| 23     | Hongarije           | 0    | 1      | 0     | 1      |
| 23     | Israël              | 0    | 1      | 0     | 1      |
| 23     | Roemenië            | 0    | 1      | 0     | 1      |
| 23     | Slowakije           | 0    | 1      | 0     | 1      |
| 27     | Finland             | 0    | 0      | 1     | 1      |
| 27     | Litouwen            | 0    | 0      | 1     | 1      |
| Totaal | Totaal              | 49   | 49     | 50    | 148    |

1934 ·
1938 ·
1946 ·
1950 ·
1954 ·
1958 ·
1962 ·
1966 ·
1969 ·
1971 ·
1974 ·
1978 ·
1982 ·
1986 ·
1990 ·
1994 ·
1998 ·
2002 ·
2006 ·
2010 ·
2012 ·
2014 ·
2016 ·
2018 ·
2022 ·
2024
Belgische medaillewinnaars · Nederlandse medaillewinnaars